# Esdoornuitbreekkogeltje
Het esdoornuitbreekkogeltje (Diaporthe niessliana) is een schimmel behorend tot de familie Diaporthaceae. Het leeft saprotroof op dode takken van esdoorn (Acer).

## Verspreiding
In Nederland komt het esdoornuitbreekkogeltje zeldzaam voor.